# A Fishful of Dollars
«A Fishful of Dollars» (укр. «Рибка, повна грошви») — шоста серія першого сезону анімаційного серіалу «Футурама», що вийшла в ефір у Північній Америці 27 квітня 1999 року.
Автор сценарію: Патрик Верроне.
Режисери: Рон Хаґарт і Грег Ванзо.

## Сюжет
На початку серії Фрай бачить сон, який раптово переривається комерційною рекламою. Від друзів він дізнається, що у ХХХ столітті реклама проникла навіть у людські сни. Команда вирушає у найближчий торговий центр на закупи. Бажаючи придбати побачену ві сні річ, Фрай з'ясовує, що не має ані шеляга. У цей час Бендера заарештовують за спробу крадіжки. Не маючи грошей, щоби внести за друга заставу, Фрай раптово згадує про банківський рахунок, відкритий ним ще у ХХ столітті. На диво рахунок досі дійсний, і ті 93 центи, які на ньому лежали, за 1000 років зросли, за рахунок проценту, до 4,3 мільярдів доларів. Щасливий Фрай заходиться хвацько витрачати свій капітал, скуповуючи різні предмети XX століття і створюючи в своєму новому помешканні атмосферу давно минулої рідної йому епохи. На одному з аукціонів Фраєві вдається придбати бляшанку з анчоусами, які вже 500 років є вимерлим видом — їх винищили декаподіанці незабаром після свого прибуття на Землю.
Мама, відомий промисловець, власниця компанії з виробництва мастила для роботів, також прагне заволодіти цією банкою. Виявляється, анчоусова олія є ідеальним мастилом для роботів, і якщо останніх анчоусів буде клоновано, бізнес Мами зазнає руйнації.
Сини Мами Волт, Ларрі та Іґнар, вирішують за допомогою хитрого плану вивідати у Фрая PIN-код його кредитної картки. Залучивши до цієї справи голову Памели Андерсон, вони присипляють Фрая, і коли той прокидається, навіюють йому, що насправді жодної подорожі в майбутнє в його житті не було, і він знов опинився у ХХ столітті. Так-сяк зімітувавши інтер'єр піцерії, в якій працював Фрай, та її господаря містера Пануччі (його роль грає Волт), брати доручають Памелі Андерсон замовити піцу з сиром і велику содову: вартість цього замовлення ($10,77) і є PIN-кодом. Заволодівши карткою Фрая, брати доводять його до банкрутства і повного зубожіння. Проте у Фрая лишається бляшанка з анчоусами, схована у шкарпетці.
Згодом Мама особисто приходить до Фрая і пропонує будь-яку суму за бляшанку. Проте Фрай, якого ця історія навчила цінувати дружбу, рішуче відмовляється, твердо вирішивши приготувати з анчоусами піцу. Дізнавшись про це, Мама з полегшенням залишає його. Урочисто відкривши бляшанку, Фрай розкладає рибинок на шматках піци і запрошує друзів частуватися. Скуштувавши, всі, крім Фрая, з огидою випльовують шматки. Фрай зауважує, що спершу смак анчоусів нікому не подобається. Тим часом, приваблений «божественним смородом», входить доктор Зойдберґ. Він жадібно поглинає решту піци та з люттю кричить: «ЩЕ! ЩЕ! ЩЕ!!!»

## Послідовність дії
- У цій серії вперше з'являється Сліпень, проте він не називається на ім'я і не говорить.
- У заключній сцені серії Емі зауважує, що корова у ХХХ столітті також є вимерлою твариною, чим пояснюється використання велетенських жуків як джерела м'яса і молока.
- Сума на рахунку Фрая — 4,3 мільярда доларів — є правильною: саме до такої цифри за 1000 років виростає внесок у 0,93 долари за процентної ставки 2,25% (за умови нарахування річного складного проценту). Точна цифра: 4 283 508 449,71.

{\displaystyle \!\,0,93\times (1,0225)^{1000}=4283508449,71}
- Фрай купує відеокасети з записами телепередач свого часу. У пізнішій серії «When Aliens Attack» професор Фарнсворт стверджує, що всі (або, принаймні, більшість) відеокасет було знищено під час другого пришестя Христа.
- Попри те, що протягом третього тисячоліття земна цивілізація зазнавала повного знищення двічі (як показано в серії «Space Pilot 3000»), банк Фрая вцілів. З іншого боку, кріогенна лабораторія, в якій весь цей час перебував Фрай, також вціліла, отже руйнування, імовірно, не було тотальним.
- Коли Бендер куштує піцу з анчоусами, він як і решта команди «Міжпланетного експреса» з огидою випльовує її. Утім, в багатьох подальших серіях наголошується, що Бендер як робот не має відчуття смаку. Проте в цій сцені Бендер імовірно просто наслідує поведінку Емі.

## Пародії, алюзії, цікаві факти
- Назва серії пародіює назву фільму Серджіо Леоне «Жменя доларів» (англ. A Fistful of Dollars), в якому одну із своїх перших ролей у великому кіно зіграв Клінт Іствуд.
- Парадокс з астрономічним зростанням банківського рахунку запозичено з роману Герберта Веллса «Коли прокинеться той, хто спить».
- Ліла називає хіп-хоп(MC Hammer - I like big butts, відомого виконавця у ХХ столітті) «класичною музикою» (з позиції людини ХХХ століття).
- У торговому центрі Емі пропонують купити парфуми «Кельвін Клон» — пародія на відому марку «Кельвін Кляйн».

## Особливості українського перекладу
- Торговий центр в українській версії має назву «Товари з інших планет».
- У магазині Фрай намагається розрахуватися картками «Віза», «American Express» і «Банку Україна» та дізнається, що всі ці платіжні системи давно припинили існування.
- Поліцейські називають Бендера «сволотобот».
- Хіп-хопова пісня, яку слухає Фрай, в перекладі звучить: «Люблю, знаєте, дупки / І брехати не буду: / Як сіднички я побачу, то йду за ними».
- Під час перегляду Фраєм однієї зі старих телепередач із телевізора чути слова «Мардж, я не винен!», вимовлені голосом Євгена Малухи (озвучує  Гомера Сімпсона у «Сімпсонах»). Євген Малуха також задіяний в українській озвучці «Футурами».